# Саибаи
Саибаи (англ. Saibai Island) — остров в группе островов Торресова пролива.

## География
Саибаи представляет собой небольшой низменный остров, расположенный в северной части группы островов Торресова пролива, вблизи побережья острова Новая Гвинея (территории Папуа — Новой Гвинеи), от которого отделён узким проливом (4 км). К северо-западу от острова расположен остров Боигу, самый северный населённый остров Австралии. Площадь Саибаи составляет 107,9 км². Длина береговой линии — 53,9 км. Длина острова — около 20 км, ширина — 6 км.
Остров сформирован из аллювиальных отложений, попавших в пролив из новогвинейских рек и постепенно «наросших» на коралловую платформу. Из-за того, что остров низменный (высшая точка достигает всего 3 м), значительная часть территории Саибаи заболочена. Тем не менее в прошлом остров был «сердцем» сельского хозяйства на островах Торресова пролива: центральная часть Саибаи была высушена и использовалась для выращивания сельскохозяйственных культур (преимущественно таро). Это обеспечивало активную торговлю с другими островами пролива, а также Новой Гвинеей.
Поверхность острова представлена аллювиальными равнинами и многочисленными болотистыми местностями. Саибаи подвержен частым наводнениям.
Действует аэродром.

## История
В 1871 году, с прибытием миссионеров Лондонского миссионерского общества, жители острова приняли христианство.
В 1913 году на Саибаи появился культ карго, просуществовавший до 1914 года. Движение было подчинено трём лидерам, известным как «German Wislin» и объявившим себя генералами и капитанами. Все островитяне были обязаны беспрекословно подчиняться приказам движения, ходить на кладбище и воздерживаться от работы до прихода маркаи (так назывались духи предков). Согласно представлениям данного движения, эти маркаи должны были приплыть на Саибаи с щедрыми подарками, которые будут дарованы только приверженцами новой религии. По мнению лидеров, Бог, создав человека, даровал и чёрным, и белым людям равное количество «подарков», но последние обокрали чёрных. Бог же, чья воля на земле исполняется маркаи, должен был восстановить справедливость и одинаково распределить свои «подарки». Специально для этого он должен был посадить маркаи на пароход, который, проплыв через остров Терсди и убив там всех белокожих, должен был двинуться к острову Саибаи и причалить на западном берегу. После этого маркаи и смертные должны были объединиться в земном раю. Однако это событие не произошло, и уже в 1914 году культ карго на Саибаи перестал существовать.
В 1948 году, после сильного наводнения, значительная часть островитян была переселена на материковую часть Австралии, где в 1954 году выходцами из Саибаи было основано поселение Бамага.

## Население
В 2006 году численность населения острова составляла 337 человек. Из них 315 человек были представителями коренных народов Австралии: 305 человек — островитяне Торресова пролива, 3 человека — австралийские аборигены. Коренной язык местных жителей — кала-лагав-я (в 2006 году на нём говорило 196 человек). Значительная часть выходцев с острова проживает в поселении Бамага на полуострове Кейп-Йорк.